# Pòtnies
Pòtnies (en grec antic Πότνιαι) va ser una ciutat de Beòcia situada a la via que anava de Tebes a Platea. Segons Pausànias estava a 10 estadis de Tebes.
Quan Pausànias la va visitar ja estava en ruïnes. Vora la ciutat hi havia un bosquet sagrat dedicat a Demèter i Core (Persèfone). Pòtnies era coneguda, segons la mitologia grega, per ser la residència de Glauc, que va ser devorat per les seves eugues enfurismades. Pausànias fa referència a un pou que hi havia, on si hi beuen les eugues del país, es tornen boges. També hi havia un temple de Dionís, i que una vegada, quan feien sacrificis a aquest déu, van arribar a un estat al d'embriaguesa que van patir atacs de violència i van matar el sacerdot. Immediatament va caure una pesta sobre la població, i consultat l'oracle de Delfos va dir que s'havia de sacrificar un jove com a desgreuge. Alguns anys després deien que el mateix Dionís va substituir el noi per una cabra. També hi va veure, al camí que anava cap a Tebes, un petit recinte amb columnes, i deien que era el lloc on es va obrir la terra i es va empassar a Amfiarau, i afegeix que els ocells no es posen mai en aquestes columnes ni cap animal menja de l'herba que creix allà. El mateix Pausànias diu en un altre lloc que Amfiarau va desaparèixer a la ciutat d'Harma.
Segons Estrabó, alguns autors antics consideraven que Pòtnies era la ciutat d'Hipotebes que cita Homer a la Ilíada.